# フジテレびーびー
フジテレびーびーは、2000年10月にフジテレビジョンのウェブサイトに設置されたインターネットテレビの動画配信サービス。

## 概要
- 最初は「DS通信」として開始。 LIVE（ストリーミング）プログラムで24時間放映。 特に目玉としていたのが、「アナウンサートーク」。 小中学校の長期休暇(夏休み・冬休み)時は、見学エリア、特設ステージとインターネットの同時放送。ネットで見逃しても、2週間以内なら視聴できる仕組みであった。普段は、フジテレビ17Fの広報部に設け、100回という期限付きで、毎日（8月のお盆時期・年末年始、土曜・休日と一部の日を除く）時間は不定期ながら行われた。往年のラジオの深夜番組のように視聴者のメールを元にフリートークをするという構成であったが、生放送ゆえにハプニングが多く再放映用のテープの録画に失敗し再放映ができなかった事もある。またネット配信の気軽さからか奔放な発言で時折物議をかもす事もあった。

2003年10月から、「お台場ちゃんねる」になり曜日別にテーマを決め、タイトルも「日刊 フジアナBB」と改め、
- 月曜 - ペアアナトーク
- 火曜 - 共テレ家族 （担当 : 安藤幸代、相川梨絵）
- 水曜 - 同じアナの狢（同期・趣味・地域などが同じなど）
- 木曜 - 新人アナトーク
- 金曜 - めざまし隊（担当 : めざましテレビ担当アナ）

として、12:00を基本に放映。
ほかにも、ハムスターの様子や懸賞のコーナー、番組案内、ニュースなどが放送されたが、2004年4月11日24:00（＝2004年4月12日0:00）を持って、生放映・生配信は終了、同日よりBBコンプレックス（Bコン）に変更。記者会見の模様や番組内容、CMの配信を行った。
- 2006年1月20日、「フジテレびーびー」に変更、番組記者会見の模様を随時配信。
- 2007年「アナマガ+Premium」になり、会員のみの配信となった。

2015年現在、アナマガのサイトに「アナマガ+Premium」が掲載されてないため事実上サービスが終了したと思われる。

## BBコンプレックスイメージキャラクター
| 代     | イメージキャラクター      | 期間（配信日基準）                                 | 内容 |
| ------ | ------------------------- | -------------------------------------------------- | --- |
| 初代   | 戸部洋子                  | 2004年4月12日 - 2004年7月                          | Macromedia Flash方式(メイン) 00今日は何の日・今週のお薦め番組 WMV9方式 00トーク&応募クイズ                    |
| 2代    | 斉藤舞子                  | 2004年7月 - 2004年8月                              | Macromedia Flash方式(メイン) 00今日は何の日・今週のお薦め番組 WMV9方式 00トーク&応募クイズ                    |
| 特別   | 2004年新人アナ3人組       | 2004年7月 - 8月                                    | Macromedia Flash方式(メイン) 00今日は何の日・今週のお薦め番組 WMV9方式 00トーク&応募クイズ                    |
| 3代    | 倉田大誠                  | 2004年8月                                          | Macromedia Flash方式(メイン) 00今日は何の日・今週のお薦め番組 WMV9方式 00トーク&応募クイズ                    |
| 4代    | 高橋真麻                  | 2004年9月 - 10月第1週                              | Macromedia Flash方式(メイン) 00今日は何の日・今週のお薦め番組 WMV9方式 00トーク&応募クイズ                    |
| 5代    | 相川梨絵（共同テレビ）    | 2004年10月第2週 - 12月                             | Macromedia Flash方式(メイン) 00今日は何の日・今週のお薦め番組 WMV9方式 00トーク&応募クイズ                    |
| 6代    | 石本沙織                  | 2005年1月 - 2月第1週                               | Macromedia Flash方式(メイン) 00今日は何の日・今週のお薦め番組 WMV9方式 00トーク&応募クイズ                    |
| 7代    | 長野翼                    | 2005年2月2週 - 2005年3月                           | Macromedia Flash方式(メイン) 00今日は何の日・今週のお薦め番組 WMV9方式 00トーク&応募クイズ                    |
| 8代    | 戸部洋子 森下知哉         | 2005年4月 - 2005年5月23日 2005年12月14日（再配信） | 「戸部ちゃんできるかな？」 パソコン日曜大工編                                                                 |
| 9代    | 2005年新人アナウンサー4人 | 2005年5月30日 - 2005年8月1日                       | Bコン大走査線 新人アナウンサー研修2005 「レインボーブリッジから通勤せよ！」 (一部『FNS25時間テレビ』の内容有) |
| 9代    | 2005年新人アナウンサー4人 | 2005年8月8日 - 8月24日                             | お台場冒険王2005 「イケメンを探せ」                                                                           |
| 10代   | 倉田大誠 平井理央         | 2005年9月7日 - 2005年12月7日                       | 「ロボットできるかな？」                                                                                      |
| 再配信 | 戸部洋子                  | 2005年12月19日 - 2006年1月5日                      | 年忘れ再配信 「戸部ちゃんできるかな？」 ☆スペシャルエディット+おまけ映像                                      |

## フジテレびーびー
- 「第にフジテルビ」（第2日本テレビのパロディ）と題し、フジテレビジョン7階屋上庭園から戸部洋子アナウンサー、マネキンのマーくん（声の出演:倉田大誠）、Kプロデューサーが嘘中継（収録）で出演。途中、2ちゃんねるの実況系板で使われている顔文字が入り乱れる。配信は5日おきに行う予定。動画モニターには再生前に「サムいコンテンツですので注意」と注意書きがあった。2006年2月7日正午までに「戸部ちゃんできるかな?」の戸部アナウンサーに挑戦して欲しい事を投稿フォームで送るとチロルチョコが2000人に当たったらしい。2006年1月29日から1月31日にかけて「コンテンツの移動に向けて工事中」となっていて見られなかった。

配信日
1. 2006年1月20日
2. 2006年1月25日
3. 2006年2月1日

以下の2つは2006年4月上旬まで視聴できるコンテンツ。
#外部リンクではなく、アナウンスマガジンの「フジテレびーびー」のページから視聴できる。（#外部リンクでは企画紹介のみ、アナウンスマガジンへのリンクがある）
- 斉藤舞子のこの人にあってみましたシリーズ
斉藤アナウンサーが各分野の著名な人物にインタビューするトーク番組。
  - 2006年2月7日配信、みうらじゅん(計4回)。
  - 2006年5月2日配信、リリー・フランキー(計4回)。
  - 2006年5月30日配信、一龍斎貞水(計4回)。
  - 2006年8月22日配信、山本一郎(計4回)。
  - 2006年9月19日配信、竹熊健太郎(計4回)。
  - 2006年12月12日配信、町山智浩(計4回)。
- 戸部ちゃん手料理できるかな?
  - 2006年3月7日公開、計8回、毎週火曜日更新。戸部洋子アナウンサーの手料理の味を判定。
    - アシスタント:宮瀬茉祐子
    - 実況・試食判定人:牧原俊幸

  - 2006年6月27日配信、レッツ!生け花偏（計4回）
    - アシスタント：田中大貴
    - 指導：小田一光

  - 2006年10月17日配信、GoGo!デッサン偏（計8回）
    - アシスタント：倉田大誠
    - 指導：遠藤彰子（武蔵野美術大学油絵学科教授）